# 赫伯特·米勒
赫伯特·米勒（德語：Herbert Müller，1904年8月2日—1966年12月9日），德国男子曲棍球运动员，所属俱乐部是柏林人SC。他曾代表德国参加1928年夏季奥林匹克运动会曲棍球比赛，获得一枚铜牌。